# 普拉特迪茨方言
普拉特迪茨方言（荷蘭語：Platdiets；法語： 或 ）是林堡语和利普里安語之间的一种过渡性方言，使用于比利时列日省东北部。
| 比利时列日省东北部的语言状况 |
| |
| 比利时普拉特迪茨方言区示意图 荷兰语和林堡语 (林堡省) 法语和瓦隆语 (列日省) 普拉特迪茨方言 中法兰克语 (比利時德語社群) ■ 语言便利市镇 |